# Ustanova posvećenoga života
Ustanova posvećenoga života je kanonski osnovana javna pravna osoba u Katoličkoj Crkvi. Život članova tih ustanova posvećen je zavjetovanjem evanđeoskih savjeta posluha, siromaštva i spolne neporočnosti ili preuzimanjem evanđeoskih savjeta svetim vezom. Ustanove posvećenoga života uređuju kanoni 573–730 Zakonika kanonskoga prava.
Češći oblik su redovničke ustanove čiji članovi javno polažu zavjete, žive odvojeno od svijeta, a međusobno zajedno kao braća i sestre. Redovničke su ustanove uređene kanonima 607–709 Zakonika kanonskoga prava.
Drugi oblik su svjetovne ustanove živeći u svijetu teže za savršenstvom ljubavi te nastoje osobito iznutra pridonositi posvećenju svijeta.
Za osnutak redovničke kuće ustanova posvećenoga života treba unaprijed napismeno dani pristanak dijecezanskoga biskupa, a mjesni biskup može osnovati ustanovu posvećenoga života na svojem području nakon što se posavjetuje s Apostolskom Stolicom.
Zbor za ustanove posvećenoga života i družbe apostolskoga života provodi crkveni nadzor ustanova posvećenoga života; promiče i usmjerava praksu evanđeoskih savjeta; osniva redovničke i svjetovne ustanove kao i družbe apostolskoga života, potvrđuje ih ili daje svoj sud o prikladnosti njihova osnutka kad ih treba osnovati mjesni biskup; osniva konferencije viših redovničkih poglavara, odobrava njihove statute, a mjerodavna je i za pustinjački život, red djevica, treće redove i vjernička društva koja kane postati ustanove posvećenoga života ili družbe apostolskoga života.

## Povijesno-pravni popis u Papinskom godišnjaku
Papinski godišnjak (Annuario Pontificio) donosi popis muških i ženskih ustanova posvećenoga života „papinskoga prava“ (onih koje je ustanovila ili službenom odlukom odobrila Apostolska Stolica). Za muške donosi Povijesno-pravni popis prednosti.
U njemu su muške ustanove svrstane ovako:
A) Ustanove posvećenoga života
a. Redovničke ustanove
I. Redovi
1. Regularni kanonici
Regularni kanonici sv. Augustina, premonstrati…
2. Monasi
benediktinci, kamaldoljani, cisterciti, trapisti, kartuzijanci, pavlini, bazilijanci…
3. Prosjački redovi
dominikanci, franjevci opservanti, franjevci konventualci, franjevci kapucini, franjevci trećodredci, augustinci, karmelićani, bosonogi karmelićani, Bolnički red sv. Ivana od Boga…
4. Regularni klerici
teatinci, barnabiti, isusovci, piaristi…
II. Kleričke redovničke kongregacije
pasionisti, redemptoristi, maristi, spiritanci, monfortanci, salezijanci, dehonijanci, verbiti…
III. Laičke redovničke kongregacije
Mala Isusova braća…
b. Svjetovne ustanove
I. Kleričke svjetovne ustanove
II. Laičke svjetovne ustanove
B. Družbe apostolskoga života
lazaristi, sulpicijanci, palotinci, Misionari predragocjene Krvi, Bijeli oci...
Ženske su ustanove poredane abecedom naziva na talijanskom unutar sljedećih skupina:
A. Ustanove posvećenoga života
a. Redovničke ustanove
I. Redovi i ustanove sa samostalnim kućama
benediktinke, bosonoge karmelićanke, klarise, klauzurne dominikanke, Sestre Pohoda Marijina (vizitatinke)…
II. Centralizirane ustanove
bazilijanke, dominikanke, Franjevke misionarke iz Asiza, Franjevke od Bezgrješne, Franjevke od Bezgrješnoga začeća, Isusove male sestre, karmelićanke, Kćeri Božje Ljubavi, Kćeri kršćanske ljubavi (usmiljenke), Kćeri Marije Pomoćnice, Kćeri milosrđa, Kćeri Srca Isusova, Klanjateljice Krvi Kristove, Marijine sestre čudotvorne medaljice, Milosrdne sestre Sv. Križa, Milosrdnice sv. Vinka Paulskoga, Misionarke ljubavi, Sestre Kraljice svijeta, Sestre Milosrdnoga Isusa, Sestre Naše Gospe, Sestre Presvetoga Srca Isusova, Služavke Kristove, Služavke Maloga Isusa, Službenice Bezgrješne Djevice Marije, Službenice milosrđa (ančele), Školske sestre franjevke, uršulinke, Župske sestre u Istri…
B. Družbe apostolskoga života
Mala franjevačka obitelj, Mala obitelj Bezgrješnoga srca Marijina, Misionarke Kristova kraljevstva, Obitelj malih Marija, Suradnice Krista Kralja…

## Vanjske poveznice
- Hrvatska konferencija viših redovničkih poglavara i poglavarica
- Portal za promicanje redovničkoga života
- Popis kratica redova Katoličke Crkve, na latinskom
- Popis katoličkih redovničkih ustanova, na engleskom
- Katoličko redovništvo, na engleskom
- Jure Brkan, Ustanove posvećenog života i družbe apostolskog života, Šibenik, 2007., 472 str.

| Portal:Kršćanstvo | Portal: Kršćanstvo |